# Apanteles crouzeli
Apanteles crouzeli är en stekelart som beskrevs av Blanchard 1947. Apanteles crouzeli ingår i släktet Apanteles och familjen bracksteklar. Inga underarter finns listade i Catalogue of Life.